# Cuarteto Amadeus
El Cuarteto Amadeus es un célebre cuarteto de cuerdas inglés del siglo XX, fundado en Londres en 1947 y disuelto en 1987.

## Historia
El Cuarteto Amadeus apareció oficialmente por primera vez, en 1948, bajo este nombre durante un concierto memorable en el Wigmore Hall en Londres. El debut del cuarteto, sin embargo, es anterior. Ya el 13 de julio de 1947 los mismos músicos (bajo el nombre de Cuarteto Brainin) dieron un concierto destacado en la Darlington Hall con obras de Mozart, Schubert y Beethoven.
Los cuatro músicos se conocieron en Londres, donde tres jóvenes violinistas austríacos Norbert Brainin, Siegmund Nissel y Peter Schidlof estaban refugiados porque eran judíos. Fueron entonces los tres alumnos del mismo maestro, Max Rostal. Cuando la idea de fundar un cuarteto nació, y había sido aclarada la cuestión de si Schidlof estaba dispuesto a abandonar el violín por la viola, preguntaron al joven inglés Martin Lovett si quería unirse al cuarteto como violonchelista.
Al mismo tiempo, se encuentran, entre otros, con Georges Enesco, con el que mejoran su interpretación de los cuartetos de Beethoven. En el Morley College, entraron en conocimiento de la hija del compositor Gustav Holst, Imogen, que como director de música de la Darlington Hall los apoya en sus etapas iniciales, facilitando, por ejemplo, la cantidad necesaria de dinero para su primer concierto. Entonces comenzó la historia de éxito sin paralelo, que los cuatro músicos conocieron durante toda su vida.
Tres años después de la fundación del cuarteto y su debut en Londres, los cuatro músicos realizan en 1951 su primer disco (el cuarteto en sol mayor de Franz Schubert, D 887) para Deutsche Grammophon. Registros de casi todos los grandes cuartetos de cuerda, clásica y romántica fueron hechos en los años siguientes, así como las grabaciones de obras del siglo XX (por ejemplo los cuartetos 2º y 3º de Benjamin Britten). Al mismo tiempo, en conciertos y grabaciones, el cuarteto fue ampliado su repertorio con los quintetos (Mozart, Schubert, Brahms, Bruckner) y el sexteto para cuerdas (Brahms). Los invitados eran siempre los mismos : Cecil Aronowitz como segunda viola y William Pleeth como segundo violonchelo.
El Cuarteto Amadeus es quizás el más prolífico de los cuartetos de cuerda en la historia del disco.
Su grabación del quinteto de cuerda en do mayor D 956 de Franz Schubert se ha mantenido como legendaria. En 1969 los 4 miembros del cuarteto fueron designados como doctores honoris causa de la Universidad Estatal de Nueva York. Desde 1980 hasta la disolución en 1987, el cuarteto ha enseñado en la Escuela superior de música de Colonia, donde muchos músicos de renombre han estudiado.
El cuarteto fue disuelto por la muerte de Peter Schidlof el 15 de agosto de 1987, después de casi 40 años de existencia. Cuando se fundó el cuarteto en 1947, los cuatro miembros decidieron que, si uno de los músicos abandonaba el cuarteto o moría, no sería reemplazado y el cuarteto se disolvería. Cuarenta años después, fiel a su palabra, el cuarteto se disolvió tras la muerte de Schidlof (de un infarto, a los 65). Brainin murió el 10 de abril de 2005 y Nissel el 21 de mayo de 2008. El último miembro, Martin Lovett, murió el 29 de abril de 2020.

## Composición
- Norbert Brainin, primer violín (1923–2005)
- Siegmund Nissel, segundo violín (1922-2008)
- Peter Schidlof, viola (1922–1987)
- Martin Lovett, violonchelo (1927-2020)

## Discografía (selección)
- Haydn, Cuarteto op.3 no. 5 "Serenata"; Las siete palabras de Cristo en la Cruz; Cuartetos de cuerda op.54 n°1; 2 y 3; los Cuartetos op.74 n°1 y 3 "El jinete"; Cuarteto op.77 no. 1; Cuarteto inacabado op.103
- Mozart, Cuartetos de cuerda completos, K 80, 155-160, 168-173, 387, 421, 428, 458, 464, 465, 499, 575, 589 y 590, 6 CD Deutsche Gramophon – Edición de colección (El color de los clásicos)
- Beethoven, Cuartetos de cuerda completos, opus 18, 59, 74, 95, 127, 130, 131, 132 y 135, 7 CD Deutsche Gramophon – Edición de colección (El color de los clásicos)
- Schubert, Cuarteto de cuerda D. 87; Cuarteto de cuerda D. 112; Quartettsatz D. 703; Cuarteto de cuerda D. 804; Cuarteto D. 810, "La muerte y la doncella"; Cuarteto D. 887; Capricho en mi menor op.81. Los tres cuartetos, Deutsche Grammophon 7 CD 474 730-2
- Bruckner, Quinteto de cuerda en fa mayor; Smetana, Cuarteto de cuerda n º 1 en mi menor "De mi vida"; Verdi, Cuarteto de cuerda en mi menor; Tchaikovsky, Cuarteto de cuerda no. 1; Dvořák, Cuarteto de cuerda no. 12 "Americano" 2 CD
- Brahms, Cuartetos de cuerda n°1, 2, 3 ; Quintetos de cuerda n° 1 y 2 ; Sextetos no. 1 y 2.